# Citrus × latifolia
A Citrus × latifolia é uma espécie de fruta cítrica, conhecida no Brasil pelo nome de limão-taiti, limão-tahiti, ou simplesmente "limão", sendo classificada dentro das limas ácidas.
O fruto dessa espécie é maior e um pouco menos ácido do que a espécie vizinha Citrus aurantiifolia, e tem menos sementes, um sabor menos intenso e uma casca mais espessa. A polpa é levemente esverdeada e o suco é ácido.
O limão-taiti é usada como tempero e em bebidas, por exemplo na caipirinha.

## Solo
O limão taiti como as demais frutas cítricas não é muito exigente em solo, adaptam-se bem a tipos que variam de muito arenosos a relativamente argilosos. os ideais são os solos leves e bem arejados, profundos e sem impedimentos.